# Aralia atropurpurea
Aralia atropurpurea là một loài thực vật có hoa trong Họ Cuồng. Loài này được Franch. mô tả khoa học đầu tiên năm 1896.